# Mafdet
Mafdet est la déesse égyptienne de la guérison et de la justice dans la mythologie égyptienne, le symbole de guérison, aussi bien du corps que de l'esprit. 
Cette ancienne déesse, dont les premières traces remontent à la Ire dynastie et dont le nom signifie « la coureuse », avait pour fonction première de participer à la justice divine et de châtier les criminels. Elle était la « Maîtresse de la Maison de vie » et la protectrice des bibliothèques des temples.
Peu à peu son rôle de guérisseuse sera mis en avant, et elle entre dans les rituels de guérisseuse des morsures de serpents, des piqûres de scorpions et des autres animaux dangereux. Déesse féroce, elle déchire les serpents et les scorpions à l'aide de sa griffe. Symbole de puissance, le harpon que Pharaon utilise pour détruire les forces du mal, sera identifié aux griffes de Mafdet. Son culte, dont on connaît mal l'étendue, finira par être supplanté par celui de la déesse Bastet.
Elle est représentée sous les traits d'un félin ou d'une femme à tête de guéparde. Elle porte parfois une coiffure de serpent.

## Rôle
Mafdet défendait Râ des menaces pendant son voyage quotidien. Elle chassait la nuit (ce qui lui valait l'épithète de « perceuse de ténèbres ») et veillait à la venue de l'aube.
Lorsqu'Osiris était séparé en morceaux, Mafdet le protégeait tout en aidant à lier les morceaux ensemble.
Les représentations dans les tombes royales associent le symbole de Mafdet à celui d'Anubis, suggérant que Mafdet accompagnait les dieux en tant que chasseur ou bourreau tandis qu'Anubis remplissait son rôle de messager et d'accompagnateur.

## Art

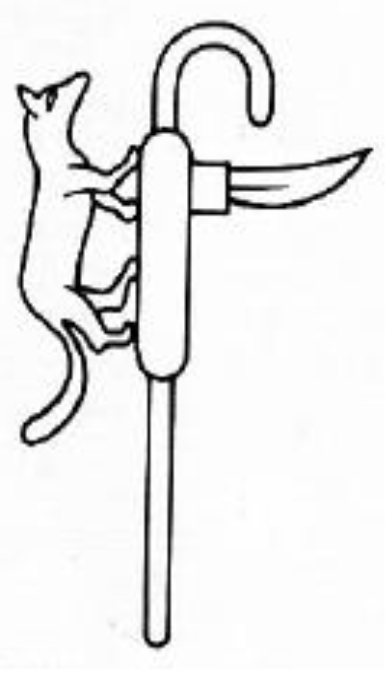
Représentation de Mafdet sur un sceptre.

Dans l'art, Mafdet a été représentée alternativement sous la forme d'un félin ou d'une mangouste, d'une femme avec une telle tête, ou d'un tel animal avec une tête de femme. Le type de félin varie mais est communément interprété comme un guépard ou un serval.
Elle a également été représentée sous sa forme animale courant sur le côté du bâton de fonction d'un bourreau. On disait que Mafdet arrachait le cœur des malfaiteurs, les livrant aux pieds du pharaon comme les chats qui présentent aux humains les rongeurs ou les oiseaux qu'ils ont tués ou mutilés.
Au cours du Nouvel Empire, Mafdet était considéré comme régnant sur la salle de jugement de la Douât où les ennemis du pharaon étaient décapités avec la griffe de Mafdet.